# Cayriech
Cayriech é uma comuna francesa na região administrativa de Occitânia, no departamento de Tarn-et-Garonne. Estende-se por uma área de 7,59 km². Em 2010 a comuna tinha 288 habitantes (densidade: 37,9 hab./km²).